# Friedhof Grunewald

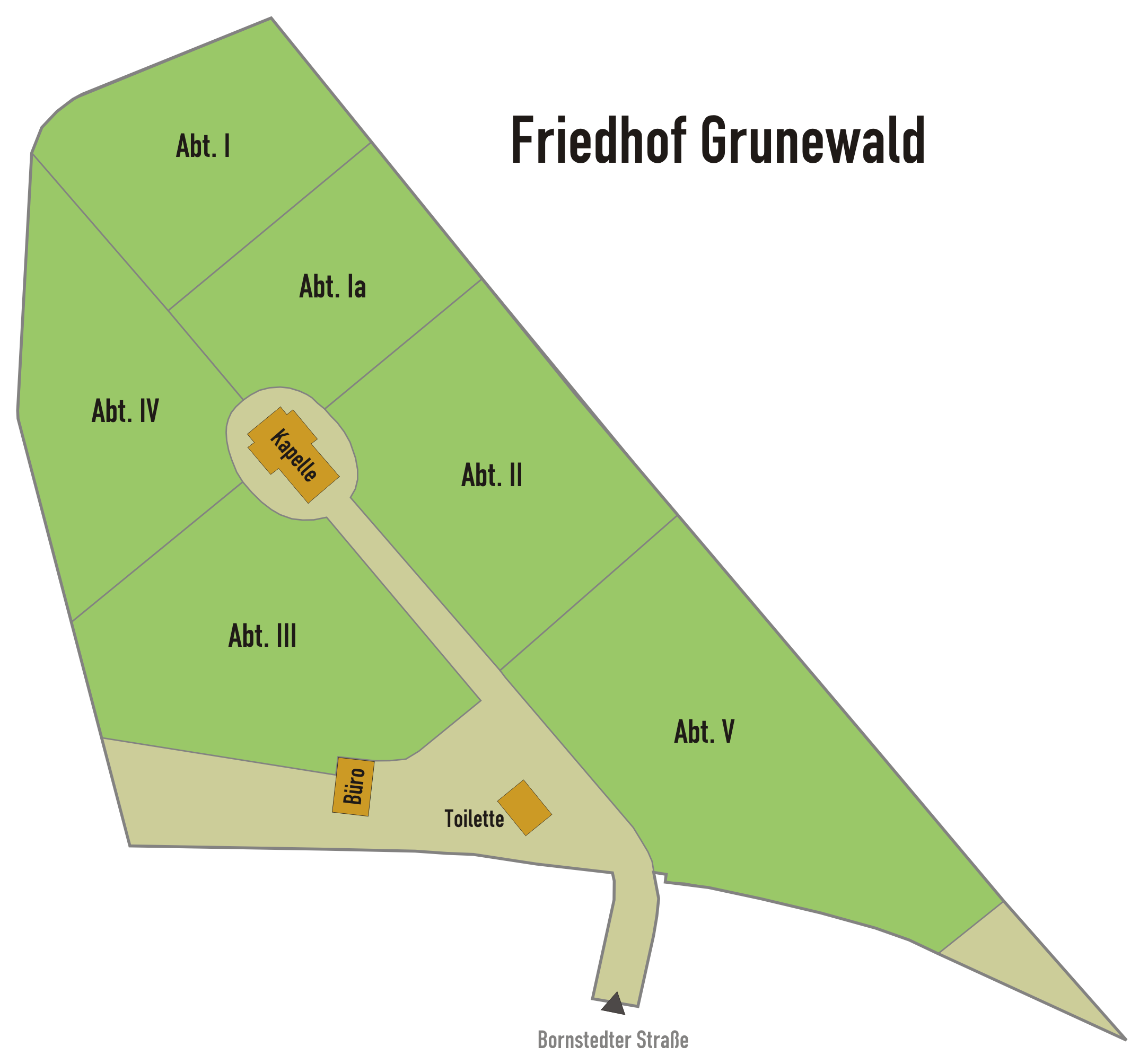
Abteilungen im Friedhof Grunewald

Der Friedhof Grunewald wurde 1891/92 für die Berliner Villenkolonie Grunewald angelegt. Er befindet sich an der Bornstedter Straße 11/12 im Ortsteil Halensee des Bezirks Charlottenburg-Wilmersdorf. Wegen seiner isolierten Lage zwischen Bahngleisen wird der Friedhof auch Toteninsel genannt.

## Geschichte

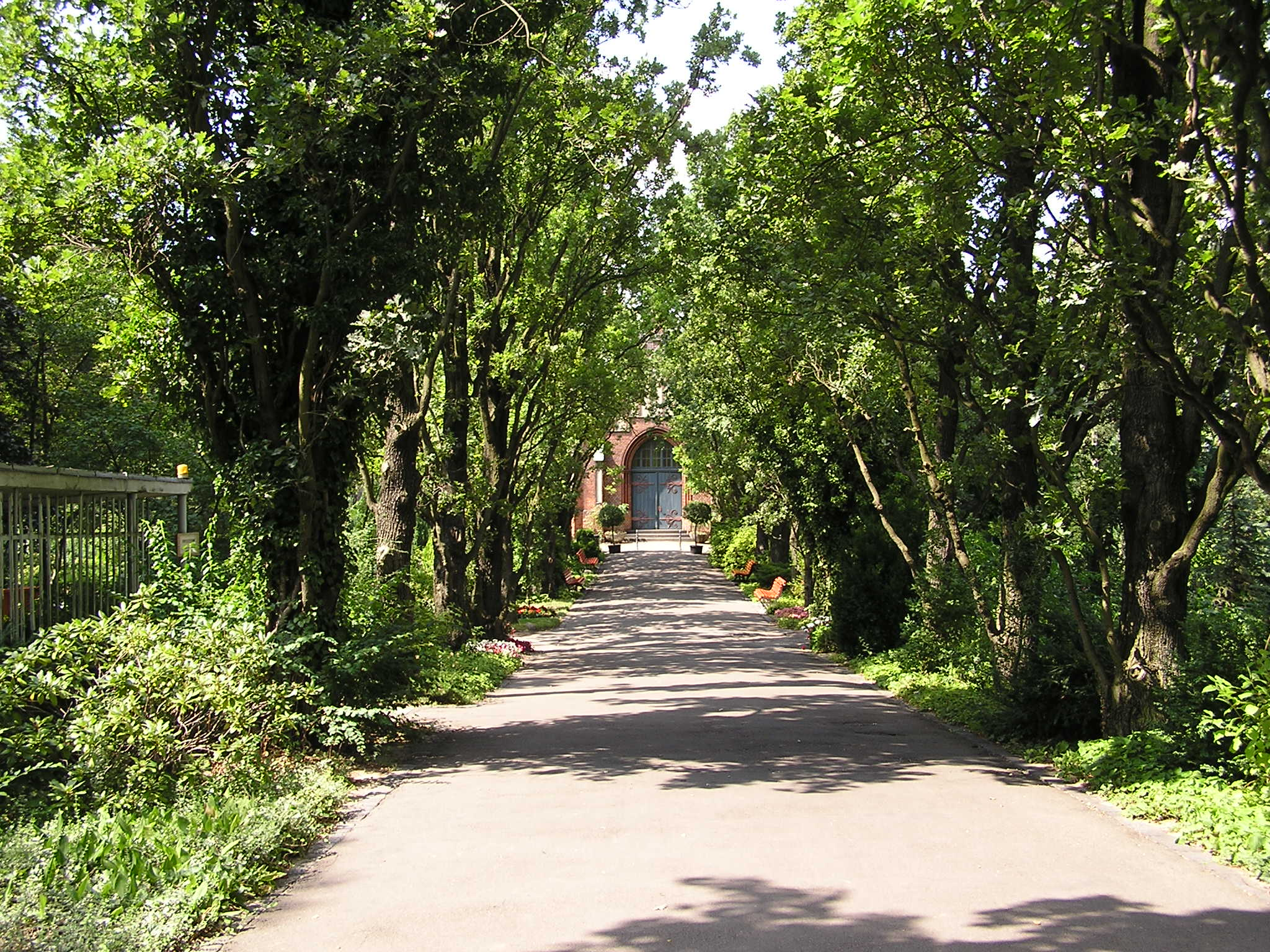
Von Pyramideneichen gesäumter Hauptweg

Für die in den 1880er Jahren gegründete Villenkolonie Grunewald wurde das 11.686 m² große Gelände nordwestlich der Bornstedter Straße 1891 als Friedhof ausgewählt. Bereits zu diesem Zeitpunkt war das Gelände von Bahngleisen umschlossen, so dass der Zugang nur mittels einer Brücke über einem Bahngleis hergestellt werden konnte. Diese abgeschiedene Lage bescherte dem Friedhof den Volksnamen Toteninsel.

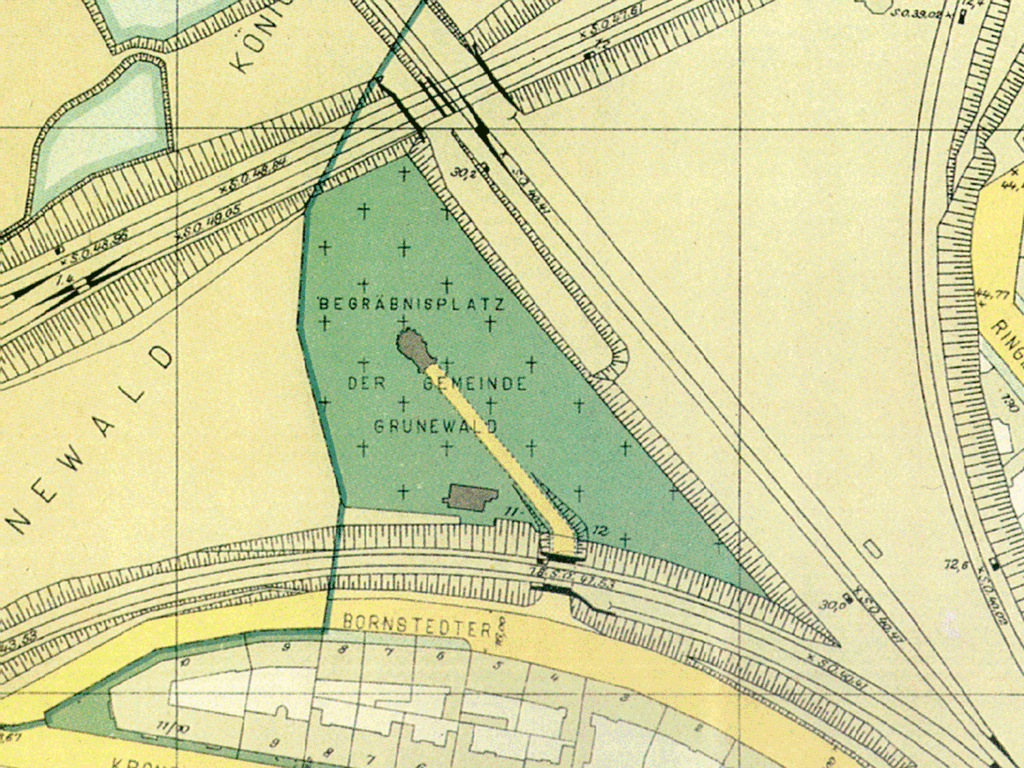
Friedhof 1907

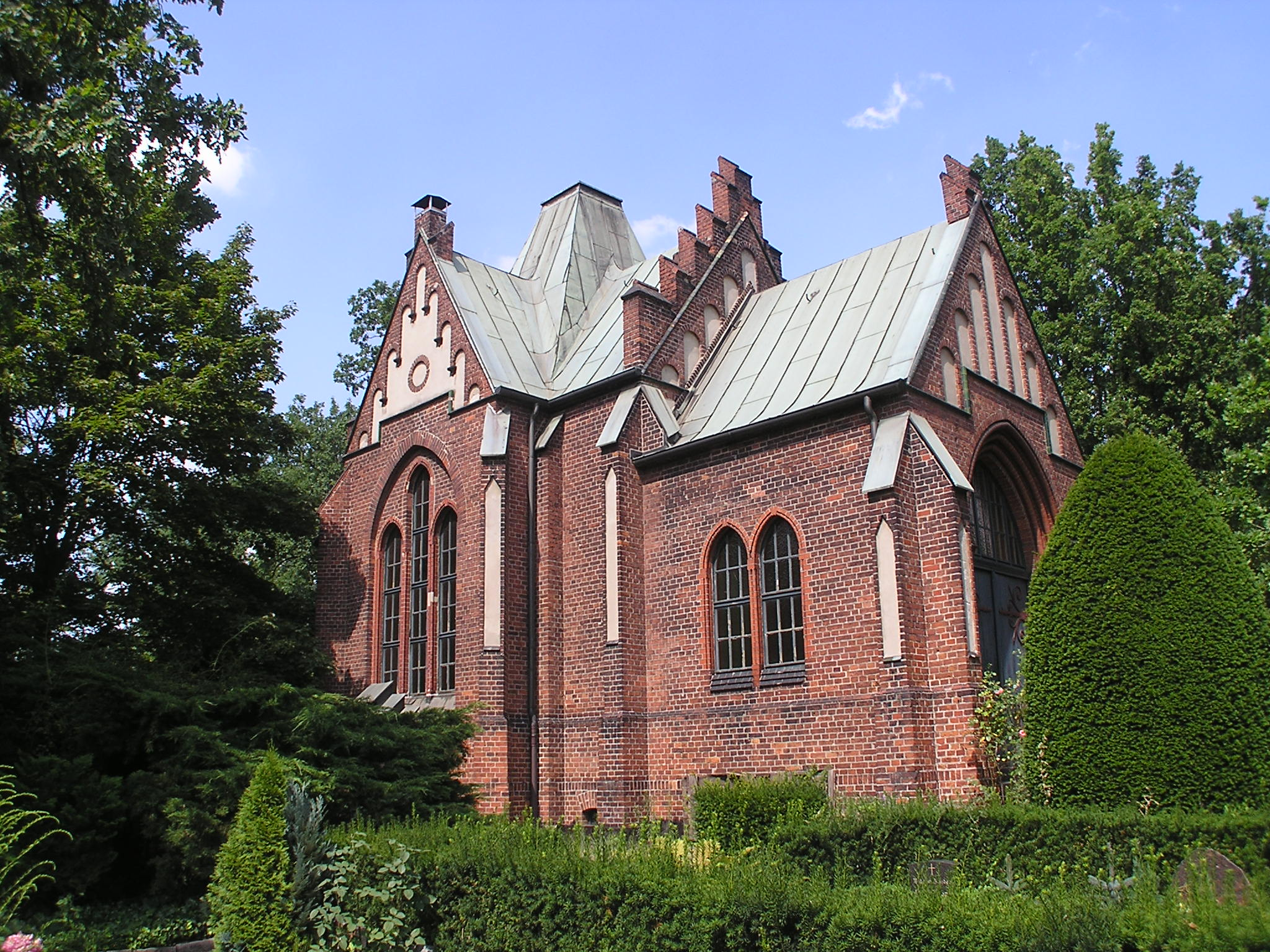
Neugotische Friedhofskapelle

Am 19. Mai 1892 wurde der nach Plänen des königlichen Garteninspektors Roer angelegte Friedhof eröffnet. Vom Zugang führt der Hauptweg durch eine Allee aus Pyramideneichen geradewegs auf die 1897 im neugotischen Stil errichtete Friedhofskapelle. Nach Entwürfen von Carl Zaar und Rudolf Vahl wurde die Kapelle 1902/03 um eine Vorhalle erweitert.
Das Wegenetz des Friedhofs besitzt noch heute die zu seiner Eröffnung angelegte Struktur. Der Friedhof steht als Gartendenkmal unter Denkmalschutz.

## Beigesetzte Persönlichkeiten
Die Villenkolonie Grunewald, einer der nobelsten Wohnstandorte Berlins, führte dazu, dass auf dem Friedhof Grunewald zahlreiche erfolgreiche Wissenschaftler, Unternehmer und Künstler beigesetzt wurden. Persönlichkeiten darunter sind (alphabetisch sortiert):

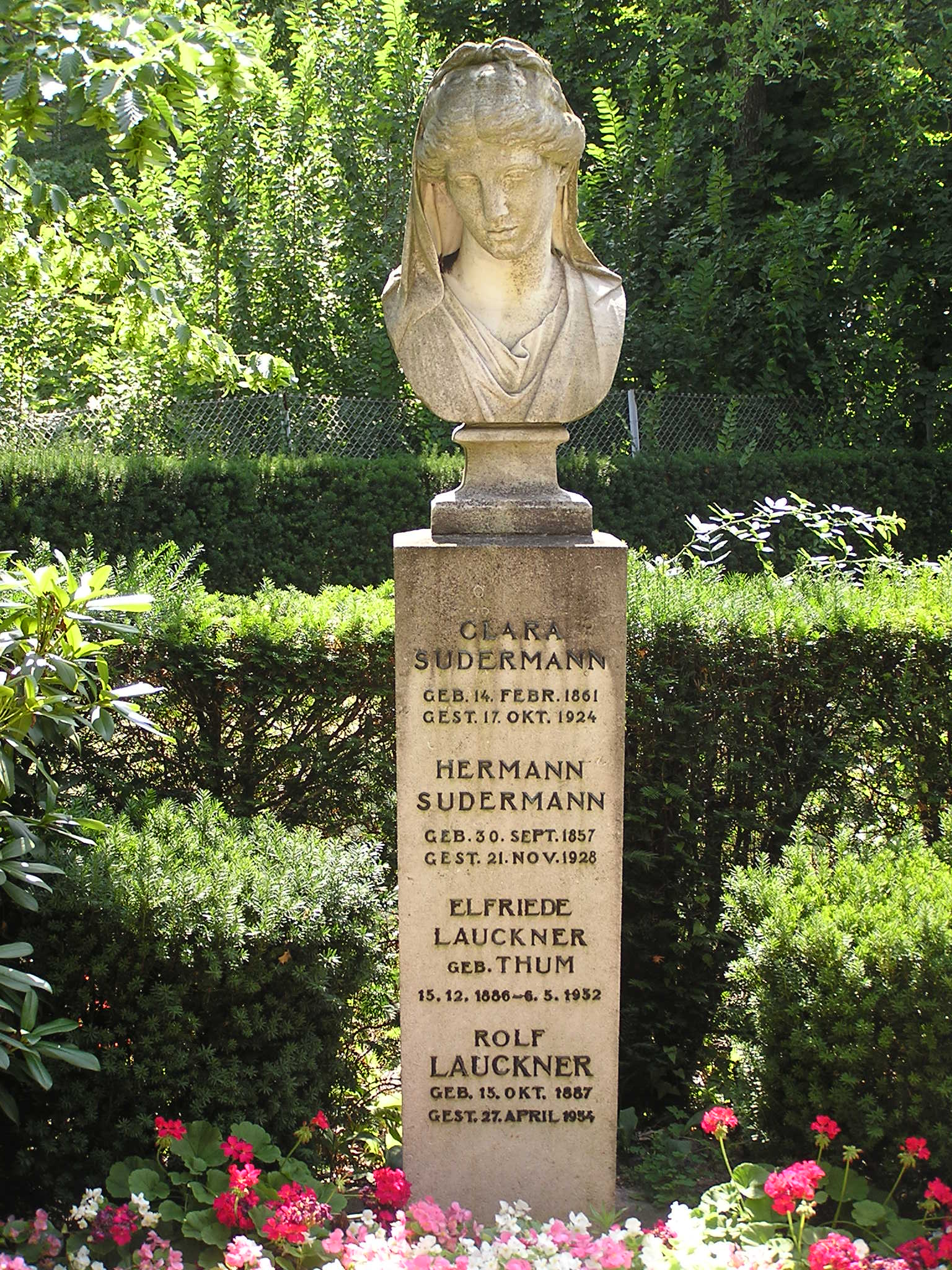
Grabstätte der Sudermanns. Die Büste zeigt Hera, Beschützerin der Frauen. Sie stammt aus dem Schlosspark Blankensee und war eine der Lieblingsfiguren der als Erste gestorbenen Clara.

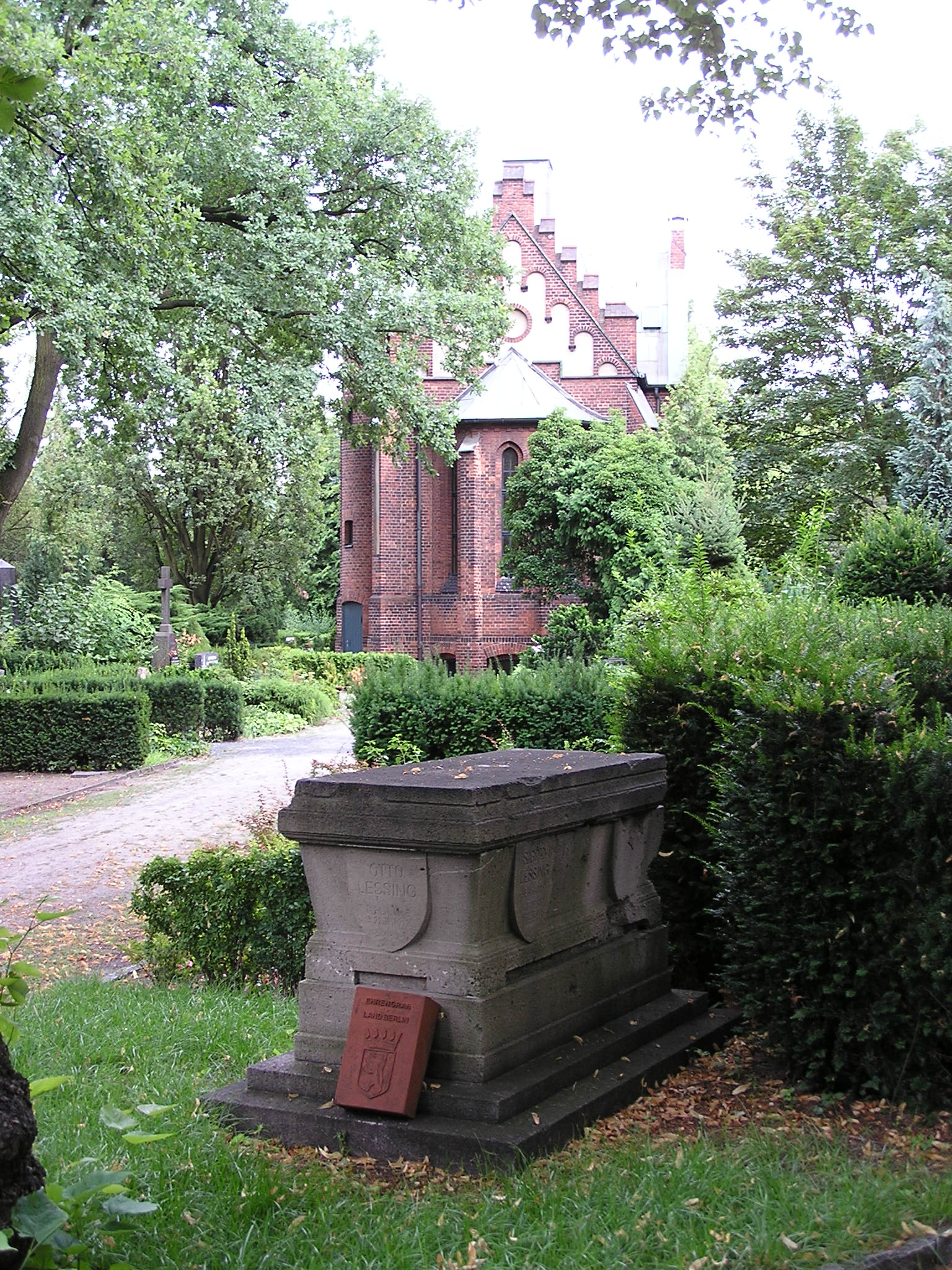
Von Lessing für sein Begräbnis gestalteter Sarkophag, auf dem sich früher eine Skulptur befand

(* = Ehrengrab des Landes Berlin, ° = ehemaliges Ehrengrab des Landes Berlin)
- Franz Ahrens (1858–1937), Architekt, Lage unbekannt bzw. bereits eingeebnet[3]
- Gustav Ahrens (1860–1914), Bankier, Lage: Abt. I-Erb-33
- Jack O. Bennett (1914–2001), erster Pilot der Berliner Luftbrücke, Lage: Abt. I-80
- Hermann Berthold (1831–1904), Erfinder des Normalsystems der Typografie, Gründer der Schriftgießerei Berthold, Lage: Abt. IV, bereits eingeebnet
- Alfred Blaschko° (1858–1922), Hautarzt und Sexualforscher, Lage: Abt. V, bereits eingeebnet
- Alexander Conze (1831–1914), Archäologe, Lage: Abt. III, bereits eingeebnet
- Víctor Cruz (1908–1998), Bassist und Sänger, Lage: Abt. I-Erb-41
- Hans Delbrück* (1848–1929), Historiker, Lage: Abt. III 1-8/10
- Bernhard Dernburg (1865–1937), Staatswissenschaftler und Politiker, Lage: Abt. IV Erb 17
- Ernst Dernburg (1887–1960), Schauspieler und Spielleiter, Lage: Abt. IV, bereits eingeebnet
- Friedrich Dernburg* (1832–1911), Schriftsteller und Mitglied des Reichstages, Lage: Abt. III
- Alfred Dietrich (1843–1898), Schiffbauingenieur, Lage: Abt. I, bereits eingeebnet
- Georg Elwert (1947–2005), Ethnologe, Lage: Abt. III
- Bernhard Felisch (1839–1912), Architekt, Bauunternehmer und Mitglied des preußischen Abgeordnetenhauses, Lage: Abt. IV, bereits eingeebnet
- Hermann Funke (1938–2015), Altphilologe, Kommunalpolitiker, Lage: Abt. II
- Alfred Gaedertz (1853–1907), Eisenbahnbauingenieur, Lage: III Gitter 47/48
- Albert Gilka (1870–1924), Likör-Fabrikant, Lage: Abt. V
- Carl Paul Goerz* (1854–1923), Unternehmer, Gründer der Optischen Anstalt C. P. Goerz, Lage: Abt. III
- Emil Hachfeld (1969–2000), Perkussionist (Codotronic Percussion, u. a. bei Tangerine Dream), Lage: Abt. II
- Rainer Hachfeld (1939–2024), Karikaturist, Bühnenautor, Lage: Abt. II
- Antje Hadler (1958–2021), Organisationspsychologin, Verlegerin, Lage: Abt. II
- Arthur Heffter (1859–1925), Arzt und Pharmakologe, Lage: Abt. V, bereits eingeebnet
- Oscar Hertwig (1849–1922), Biologe und Anatom, Lage: Abt. V, bereits eingeebnet
- Riki Kalbe (1941–2002), Filmemacherin, Feministin, Lage: Abt. II
- Tibor Kneif (1932–2016), Musikwissenschaftler, Jurist, Lage: Abt. IV
- Martin Langen (1866–1926), Schriftsteller, Lage: Abt. V Erb 73
- Rolf Lauckner (1887–1954), Schriftsteller
- Jürgen Leinemann (1937–2013), Journalist, Lage: Abt. V Erb 64b
- Ludwig Leo (1924–2012), Architekt, Lage: Abt. IV
- Otto Lessing* (1846–1912), Bildhauer (Urgroßneffe von Gotthold Ephraim Lessing), Lage: Abt. IV
- Felix Lindhorst (1867–1955), Architekt, Lage unbekannt bzw. bereits eingeebnet
- Heinrich Löhe (1877–1961), Dermatologe und Hochschullehrer
- Harro Magnussen (1861–1908), Bildhauer, Lage: Abt. II, bereits eingeebnet
- Oswald Meichsner (1921–1985), Zeichner und Karikaturist, Lage: III 1-15/16
- Johannes Mühlenbruch (1855–1932), Historienmaler, Lage: III Erb 10
- Annemarie von Nathusius (1874–1926), Schriftstellerin, unbekannt bzw. bereits eingeebnet
- Johannes Orth (1847–1923), Pathologe, Lage: Abt. I Erb 30
- Hermann Rietschel (1847–1914), Begründer der Heizungs- und Klimatechnik, Lage: Abt. IV
- Emanuel Scharfenberg (1932–2006), Bildhauer, Lage: Abt. V
- Richard Schöne (1840–1922), Archäologe und Generaldirektor der preußischen Museen, Lage: Abt. V, bereits eingeebnet
- Robert Friedrich Karl Scholtz (1877–1956), Kunstmaler und Grafiker , heute Ruhestätte der Familie Lichtfuß, Lage: Abt. V 3-14
- Hermann Amandus Schwarz (1843–1921), Mathematiker, Lage: Abt. II, bereits eingeebnet
- Detlev Schwennicke (1930–2012), Pastor und Genealoge, Lage: Abt. IV
- Georg Seibert (1939–2017), Bildhauer, Lage: Abt. II
- Kurt-Victor Selge (1933–2022), deutscher evangelischer Theologe und Kirchenhistoriker, Lage: Abt. V
- Ignacio Sotelo, Soziologe, Essayist (1936–2020), Lage: Abt. II
- Clara Sudermann (1861–1924), Schriftstellerin, Lage: Abt. V
- Hermann Sudermann* (1857–1928), Schriftsteller, Lage: Abt. V 1-58/59
- Gerburg Treusch-Dieter (1939–2006), Soziologin und Kulturwissenschaftlerin, Lage: Abt. IV
- Johannes Uhl (1935–2018), Architekt, Lage: Reihe 2/31
- Walther Waldschmidt (1860–1932), Justizrat, Generaldirektor der Ludwig Loewe & Co., Lage: Abt. V Erb 70
- Kurt Warnekros (1882–1949), Gynäkologe, Lage: Abt. V 2-4
- Bernhard Wieck (1845–1913), Erster Amts- und Gemeindevorsteher Grunewalds, Lage: Abt. II, Erb. 58
- Max Georg Zimmermann (1861–1919), Kunsthistoriker, bereits eingeebnet

## Grabmalskunstwerke

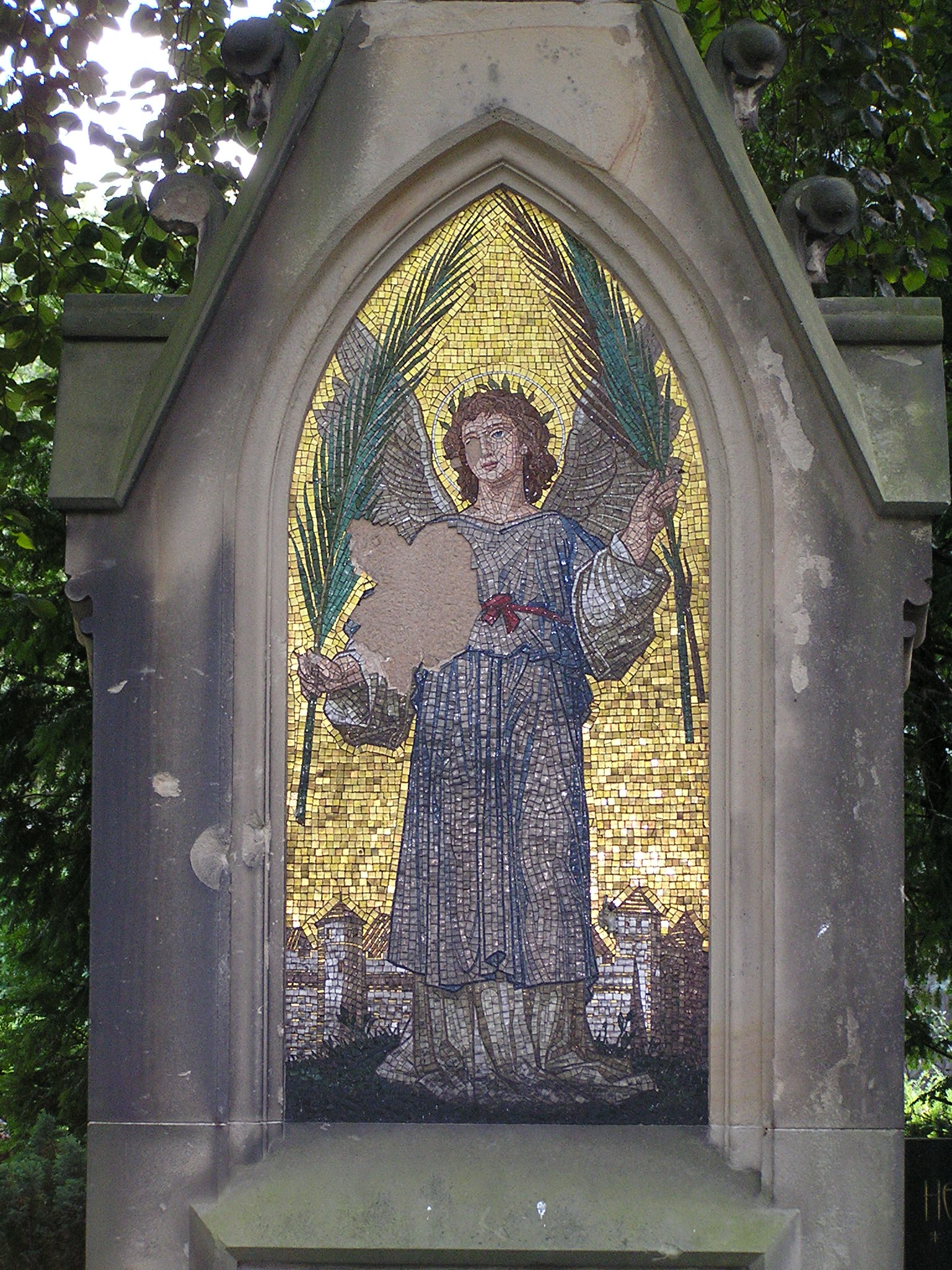
Engelsmosaik auf dem Grabmal Therese Möbius’

Das Grabmal Ernst von Möllers wurde von Fritz Schumacher, einem Gründungsmitgliedes des Deutschen Werkbunds, gestaltet. Eine Quaderwand aus Muschelkalk wird mit hervorspringenden Pfeilern in drei Felder für die Aufnahme der Namen der Verstorbenen unterteilt. Die Pfeiler sind mit Weinranken geschmückt und am Kopf der Namensfelder befinden sich allegorische Motive.

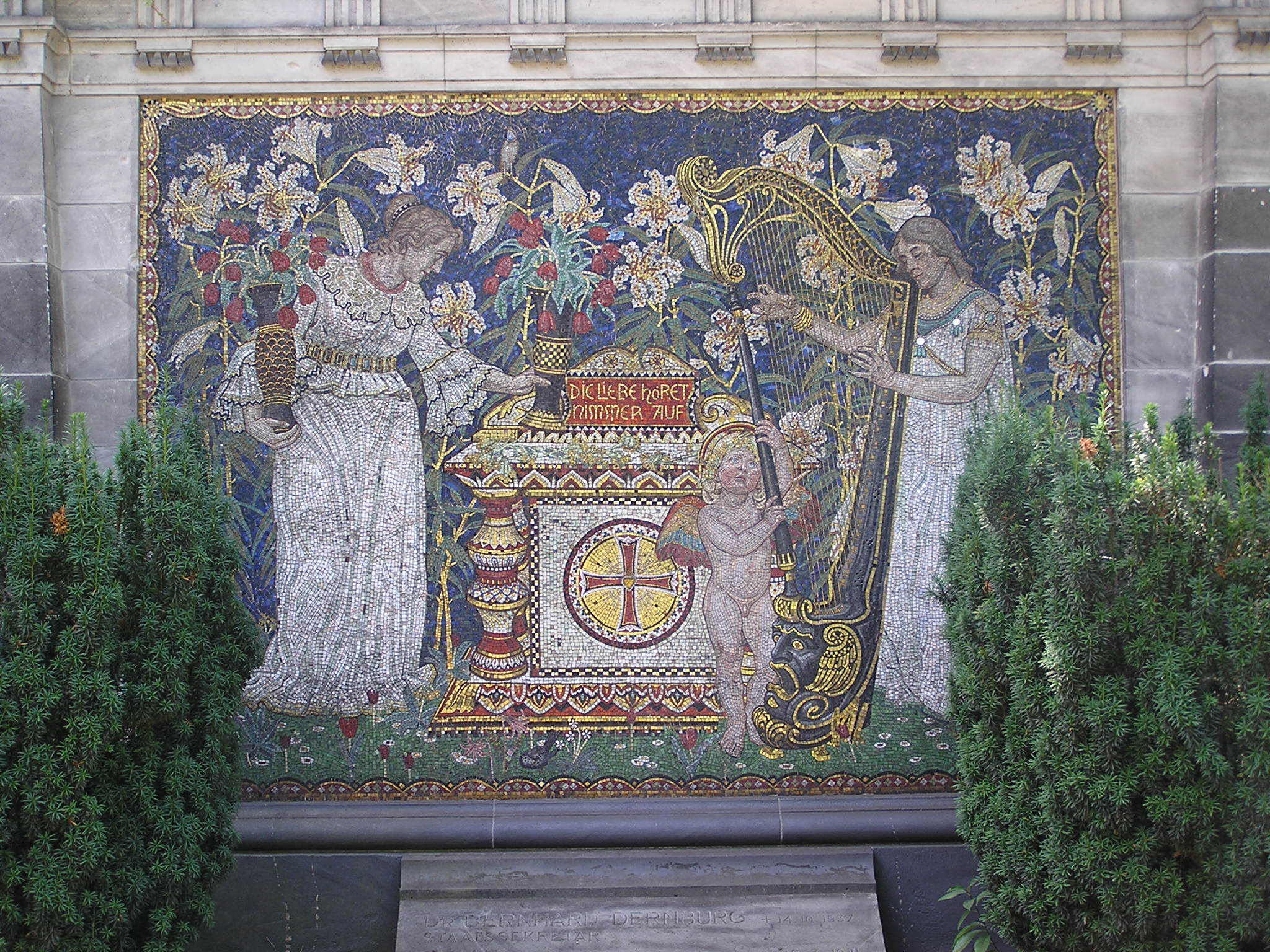
Mosaik am Grabmal der Dernburgs

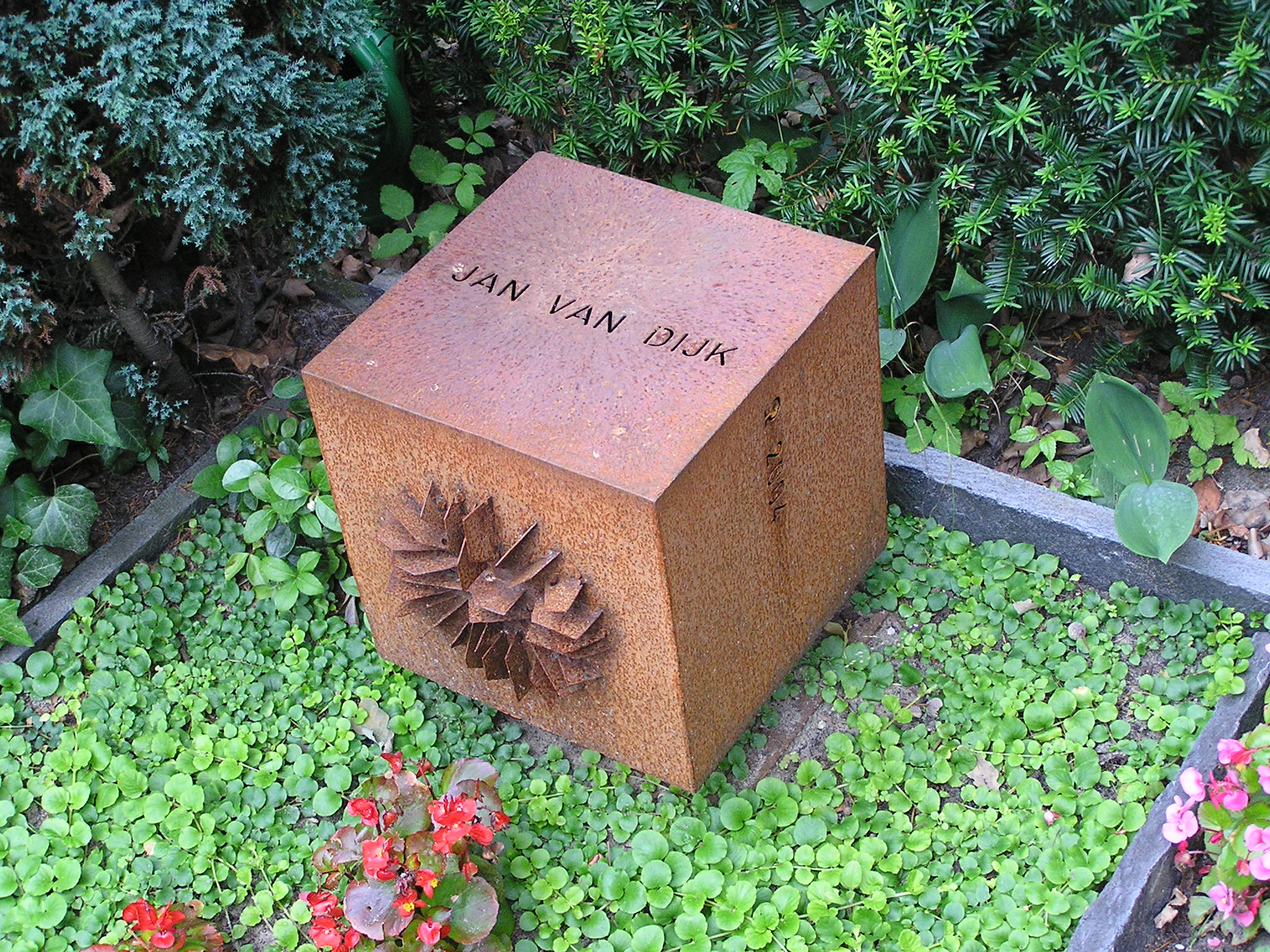
Modern gestaltetes Urnengrab für Jan van Dijk

Für einen Friedhof besonders ungewöhnlich ist das farbenfrohe Glasmosaik für das Grabmal von Fritz Dernburg. Dieser war im Kindesalter verstorben. Max Seliger, der Bruder der Mutter des verstorbenen Kindes, entwarf das Mosaik, das zwei weiß gekleidete Frauen an einem Altar zeigt. Der Altar trägt den häufig verwendeten Grabspruch „Die Liebe höret nimmer auf“ (Korinther 13,8). Eine der Frauen platziert Vasen mit roten Tulpen auf dem Altar, während die andere eine Harfe spielt, die gedankenverloren von einer Putte mit bunten Flügeln umfasst wird. Zeitgenössische Quellen berichten, dass die Gesichtszüge der Frauen denen der Mutter, Emma Dernburg, und ihrer Schwester nachempfunden sein sollen. Den Hintergrund zieren zahlreiche weiße Lilien vor einem dunklen Blau. Nach Fritz Dernburg wurden weitere Familienmitglieder in dieser Grabstätte beigesetzt.
Unweit dieser Grabstätte befindet sich ein weiteres Grabmal mit einem Mosaik, das einen Engel mit zwei Palmenwedeln vor einer Stadtbefestigung auf goldenem Grund zeigt. Das Mosaik weist schon beträchtliche Schäden auf. Dieses Grabmal wurde für die 1896 verstorbene Therese Möbius geschaffen.
Mittlerweile befinden sich auf dem Friedhof auch einige neuere, modern gestaltete Grabstätten.